# Визиру
 Тази статия е за селото в Румъния.  За общината вижте Визиру (община).  
Визиру (на румънски: Viziru) е село в югоизточна Румъния, административен център на община Визиру в окръг Браила. Населението му е около 4 060 души (2002).
Разположено е на 16 m надморска височина в Долнодунавската равнина, на 13 km западно от река Дунав и на 36 km югозападно от окръжния център Браила. Жителите му са главно румънци и цигани (11%).